# なにぬねノート
『なにぬねノート』は、1982年4月5日から1985年3月11日までNHK教育テレビジョンで放送されていた小学校5年生向けの学校放送（教科：国語）である。

## 放送時間
| 期間                         | 放送時間             |
| ---------------------------- | -------------------- |
| 1982年4月5日 - 1985年3月11日 | 月曜日 13:30 - 13:45 |

別の時間帯での再放送あり。

## 出演者
- 五十嵐明子[2]
- 江戸屋小猫[1][2]
- みなみらんぼう[1][2][3]
- 庄司永建